# Shitai (Chizhou)
Der Kreis Shitai (chinesisch 石台县, Pinyin Shítái Xiàn) ist ein Kreis der bezirksfreien Stadt Chizhou in der chinesischen Provinz Anhui. Er hat eine Fläche von 1.431 Quadratkilometern und zählt 99.000 Einwohner (Stand: Ende 2018). Sein Hauptort ist die Großgemeinde Renli 仁里镇.

## Administrative Gliederung
Auf Gemeindeebene setzt sich der Kreis aus sechs Großgemeinden und zwei Gemeinden zusammen. 